# Cezary Jellenta
Cezary Jellenta (ur. 13 kwietnia 1861 w Warszawie, zm. 1 września 1935 w Otwocku) – pisarz i krytyk literacki i artystyczny; pisywał pod pseudonimami: Ary, Euzebiusz,  Florestan,  Orestes, Orpion, Robon Dion, Jan Zarycz, Alastor, C.J.

## Życiorys
Urodził się jako Napoleon Hirszband w rodzinie urzędnika bankowego Hermana Hirszbanda. Kształcił się w II Gimnazjum w Warszawie (do 1880), na Cesarskim Uniwersytecie Warszawskim na wydziale prawnym (do 1884), a następnie w Monachium, gdzie studiował filozofię. Literaturą zawodowo zaczął się zajmować około roku 1880, współpracując z pismami „Prawda” i „Ateneum”. Karierę adwokacką, rozpoczętą w 1885, porzucił około 1888, wrócił do niej w 1893, ale po 1905 pozostawał adwokatem już tylko formalnie, pochłonięty publicystyką i pisarstwem. Związany z radykalną inteligencją, rzecznik literatury Młodej Polski. Redagując w latach 1903–1906 „Ateneum” współpracował m.in. z Wacławem Nałkowskim, z filologiem i orientalistą Ignacym Redlińskim, z pisarzem i satyrykiem Adolfem Nowaczyńskim; drukował Tetmajera, Micińskiego, Żuławskiego, przekłady Czechowa, Wellsa i innych.
„Ateneum” nie stroniło także od aktualnej problematyki politycznej: cykl artykułów popierających rewolucję 1905 roku w Rosji stał się przyczyną konfiskaty pisma. U Jellenty przeprowadzono rewizję; w obawie przed aresztowaniem uciekł na początku 1906 z rodziną do Niemiec, gdzie mieszkał m.in. w Berlinie, Lipsku i Dreźnie. W 1908 wznowił w Niemczech wydawanie „Ateneum”, ale ukazały się tylko dwa numery pisma. W tym czasie nawiązał kontakty z przedstawicielami niemieckiej socjaldemokracji, spotykał się m.in. z Augustem Beblem i Karlem Liebknechtem W 1911 Jellenta przeniósł się z Niemiec do leżącego w granicach Austro-Węgier Krakowa i rozpoczął w 1912 redagowanie miesięcznika kulturalnego „Rydwan” prowadząc równocześnie odczyty na Uniwersytecie Jagiellońskim i w innych miastach Galicji. Po ogłoszeniu przez władze carskie w 1914 amnestii dla przestępców politycznych wrócił do Warszawy, gdzie podjął współpracę z „Kurierem Porannym”.
Po wojnie wznowił na krótko w 1919 wydawanie „Rydwanu”, a od 1923 do 1927 redagował czasopismo o tematyce muzyczno-teatralnej „Biały Paw”. Był delegatem na zjazd Związku Zawodowego Literatów Polskich 4 lutego 1922 w Warszawie. Zwolennik Piłsudskiego, co znalazło wyraz m.in. w jego twórczości („Józef Piłsudski jako pisarz i mówca”, Warszawa 1929). W latach 1926–1933 podróżował kilkakrotnie po Europie wygłaszając w różnych krajach (Francja, Belgia, Holandia, Niemcy, Austria, Czechosłowacja, Rumunia) cykle odczytów popularyzujących kulturę i literaturę polską. Odczyty te prezentował także w różnych miastach w Polsce.

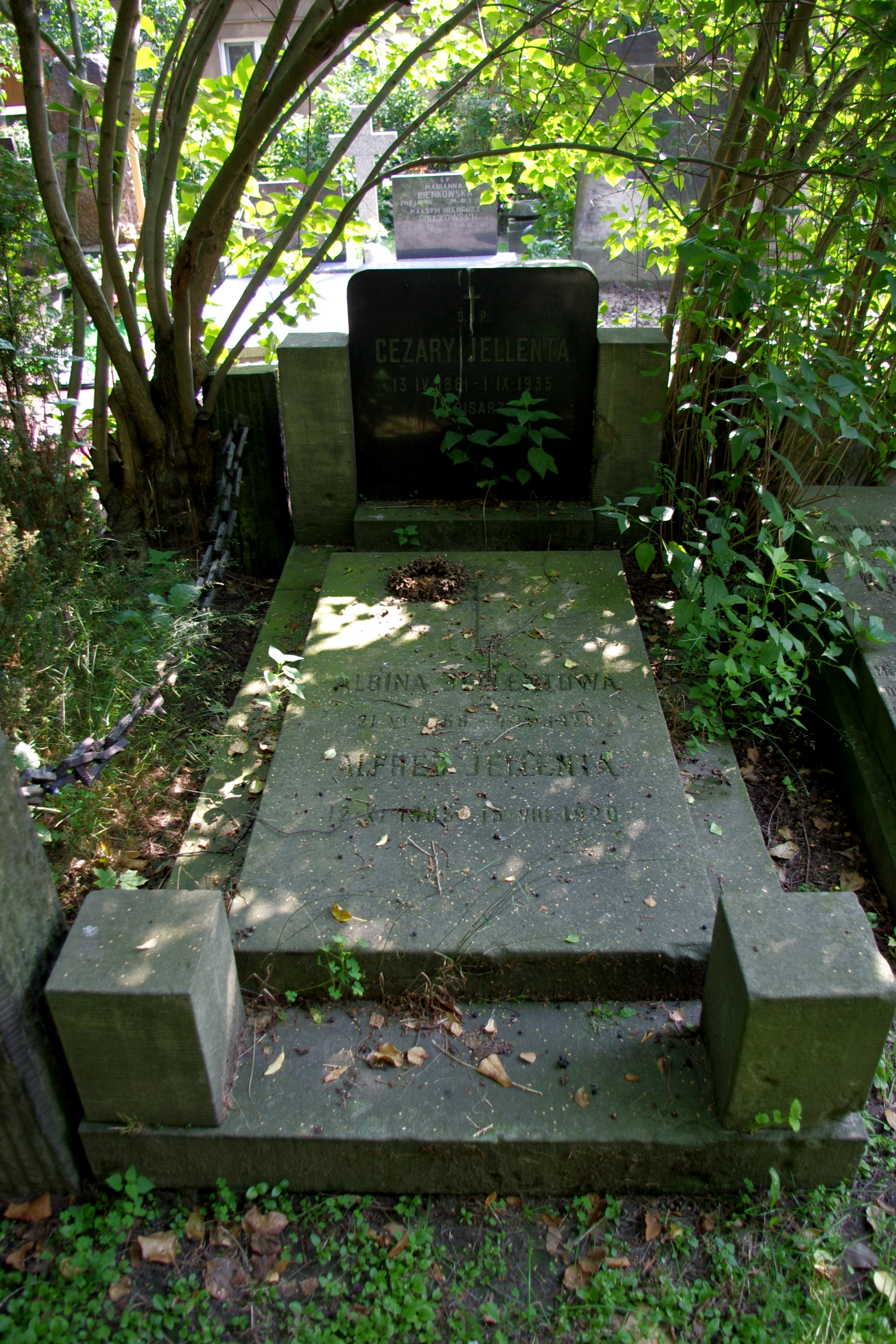
Grób pisarza Cezarego Jellenty na cmentarzu reformowanym przy ul. Żytniej w Warszawie

Od 1934 wypoczywał i leczył się w Otwocku, gdzie zmarł. Pochowany na Cmentarzu Ewangelicko-Reformowanym w Warszawie (kwatera T-2-8). 1 września 1937 została poświęcona tablica na grobie Cezarego Jellenty.
19 marca 1936 Prezydent RP odznaczył Cezarego Jellentę pośmiertnie Krzyżem Oficerskim Orderu Odrodzenia Polski za zasługi na polu pracy literackiej.
Miał dwóch synów: Alfreda, który zginął młodo w wojnie polsko-bolszewickiej w sierpniu 1920 i Stefana (1899-1991), który m.in. brał udział jako oficer w kampanii wrześniowej 1939 roku, w której bronił warszawskiego Grochowa i Saskiej Kępy oraz walczył w 336 pułku piechoty pod dowództwem generała Waleriana Czumy, a po wojnie napisał biografię ojca.

## Publikacje
Napisał m.in.: „Byrona w urywkach”; przekład „Italien” Heinego w wyborze pism Heinego (1889); „Studia i szkice filozoficzne” (1891); „W przesileniu – wykrawki z życia” (1894); „Wszechpoemat i najnowsze jego dzieje” (1894); „Eusapjada”; „Forpoczty” (wraz z Wacławem Nałkowskim i Marią Komornicką, 1895); „Galeria ostatnich dni” (1897); „Nurty-ogniwa dramatyczne” (1896, 1891); „Juliusz Słowacki dzisiaj” (1900); „Cyprian Norwid” (1909); „Wiatraki Don Chichota. Pamiętnik-scenariusz” (opis podróży po Europie, 1933); nowele, powieści (cykl „Krwawe lilie” 1924-1929), pamiętnik z okresu I wojny światowej „Wielki zmierzch” (1924), a także ostatnia książka Jellenty – wydane w 1935 „Sosny otwockie – obraz miasta uzdrowiska” (reprint w roku 2000, w 65. rocznicę śmierci).